# Поребрица
Поребрица — деревня в Осташковском городском округе Тверской области.

## География
Находится в западной части Тверской области на расстоянии приблизительно 29 км на запад по прямой от города Осташков на восточном берегу озера Стерж.

## История
Деревня была показана ещё на карте 1825 года. В 1859 году здесь (деревня Осташковского уезда) было учтено 18 дворов, в 1939 — 43. До 2017 года входила в Хитинское сельское поселение Осташковского района до их упразднения. Ныне постоянное население в большинстве пенсионеры.

## Население
Численность населения: 141 человек (1859 год), 22 (русские 100 %) в 2002 году, 17 в 2010.